# Ripakjåkka (noord)
De Ripakjåkka is een bergbeek binnen de Zweedse  gemeente Kiruna. De beek ontstaat aan de noordkant van het moeras Ripakvuoma, waarin ook een aantal meren. Ze stroomt noordwaarts oostwaarts, is ongeveer 10 kilometer lang en levert haar water af aan de Jarenjåkka.
Vanuit hetzelfde moeras stroomt ook een Ripakjåkka zuidwaarts.
Afwatering: Ripakjåkka (noord) → Jarenjåkka → Pulsurivier → Lainiorivier → Torne → Botnische Golf.